# Discografia de Felipe Dylon
A discografia de Felipe Dylon compreende três álbuns inéditos, um álbum ao vivo e um DVD em sete anos de carreira.

## Álbuns

### Álbuns de estúdio
| Álbum            | Detalhes                                                                               | Vendas      | Certificações  |
| ---------------- | -------------------------------------------------------------------------------------- | ----------- | -------------- |
| Felipe Dylon     | - Lançamento: 10 de agosto de 2003 - Formatos: CD, download digital - Gravadora: EMI   | - : 250.000 | - PMB: Ouro    |
| Amor de Verão    | - Lançamento: 20 de dezembro de 2004 - Formatos: CD, download digital - Gravadora: EMI | - : 170.000 | - PMB: Platina |
| Em Outra Direção | - Lançamento: 27 de julho de 2006 - Formatos: CD, download digital - Gravadora: EMI    | - : 60.000  |                |

### Álbuns de vídeo
| Álbum        | Detalhes                                                                              | Vendas     |
| ------------ | ------------------------------------------------------------------------------------- | ---------- |
| Nas Internas | - Lançamento: 30 de agosto de 2004 - Formatos: DVD, download digital - Gravadora: EMI | - : 50.000 |

## Singles
| Título                                          | Ano  | Álbum                         |
| ----------------------------------------------- | ---- | ----------------------------- |
| "Deixa Disso"                                   | 2003 | Felipe Dylon                  |
| "Musa do Verão"                                 | 2003 | Felipe Dylon                  |
| "Mais Perto de Mim"                             | 2004 | Felipe Dylon                  |
| "Um Amor de Verão"                              | 2004 | Amor de Verão                 |
| "Ciúme de Você"                                 | 2005 | Amor de Verão                 |
| "Quero Você"                                    | 2006 | Em Outra Direção              |
| "Hoje Eu Acordei"                               | 2015 | Não adicionado à nenhum álbum |
| "Ligação Astral"                                | 2016 | Não adicionado à nenhum álbum |
| "Meu Verdadeiro Amor"                           | 2017 | Não adicionado à nenhum álbum |
| "Vai Ver o Sol Nascer" (part. Michael Sembello) | 2017 | Não adicionado à nenhum álbum |

## Outras aparições
| Título           | Ano  | Outros artistas | Álbum               |
| ---------------- | ---- | --------------- | ------------------- |
| "Noite Feliz"    | 2003 | —               | Siga Aquela Estrela |
| "Amor de Praia"  | 2004 | Wanessa Camargo | Caldeirão do Huck   |
| "Garota Dourada" | 2006 | —               | Luz do Sol          |
| "Me Liga"        | 2007 | —               | Maria Esperança     |

## Videoclipes
| Canção              | Ano  | Diretor          |
| ------------------- | ---- | ---------------- |
| "Deixa Disso"       | 2003 | João Elias Jr.   |
| "Musa do Verão"     | 2004 | —                |
| "Mais Perto de Mim" | 2004 | —                |
| "Um Amor de Verão"  | 2004 | Marcel Guariglia |
| "Quero Você"        | 2006 | —                |
| "Hoje Eu Acordei"   | 2015 | Gustavo Veiga    |
| "Ligação Astral"    | 2016 |                  |